# Mińsk Mazowiecki (gmina wiejska)
Mińsk Mazowiecki (daw. gmina Mińsk) – gmina wiejska w województwie mazowieckim, w powiecie mińskim. W latach 1975–1998 gmina położona była w województwie siedleckim.
Gmina obejmuje przeciętnie zaludnione tereny wokół Mińska Mazowieckiego. Miasto jest siedzibą gminy, nie będąc jej częścią.

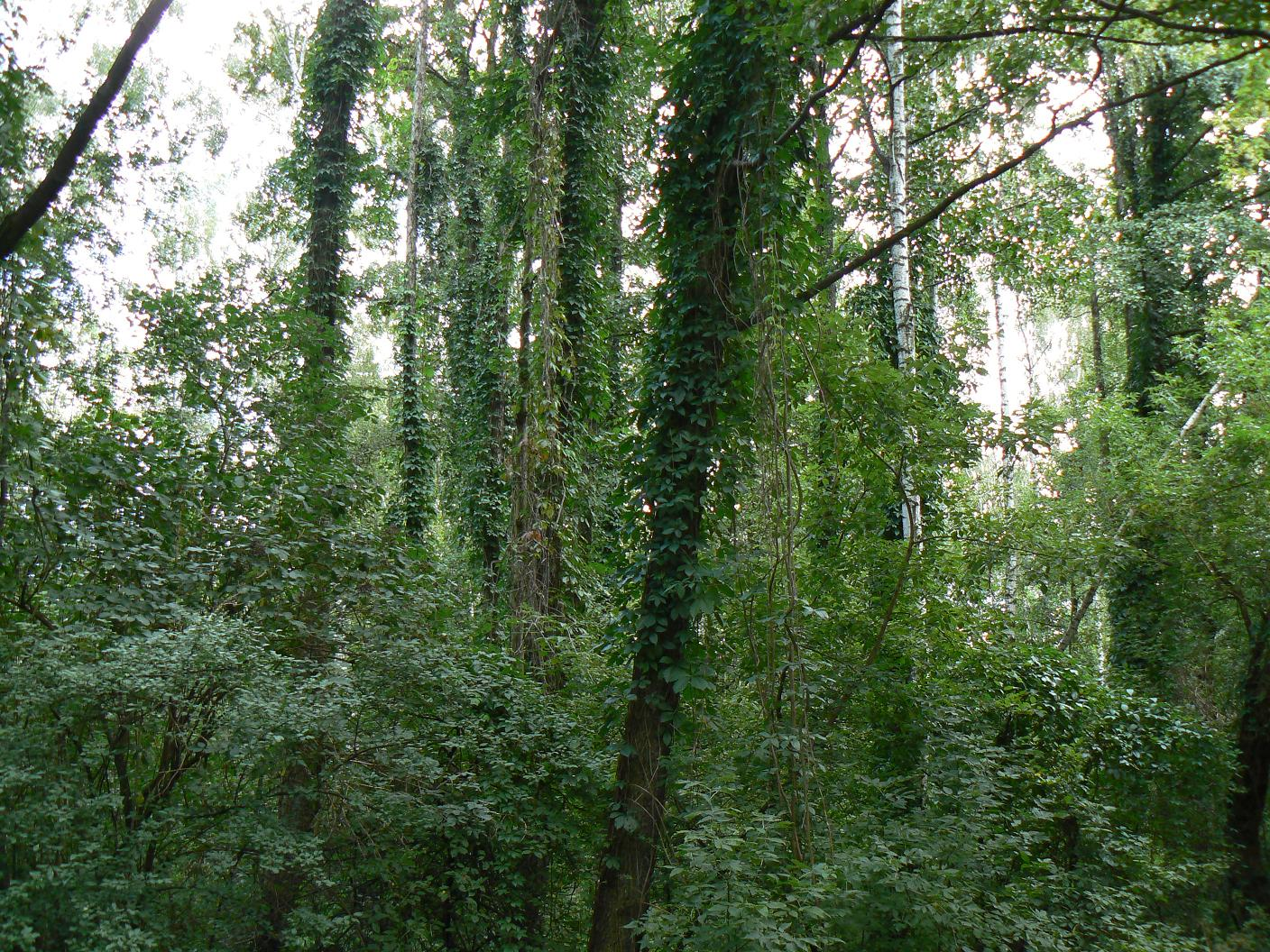
Las położony w obrębie gminy pomiędzy miastem Mińsk Mazowiecki a wsią Gliniak

Według danych z 22 lipca 2015 gminę zamieszkiwały 14 722 osoby.

## Turystyka
- Rezerwat Przyrody "Bagno Pogorzel"
- Lasy z cennymi okazami drzew (w tym najstarsza w Polsce Sosna zwyczajna) i fauną
- Pałac w Mariance (obecnie ośrodek wypoczynkowy ze stawami)
- Kościół w Ignacowie
- inne zabytkowe budynki

## Gospodarka
Większość zatrudnienia zapewnia rolnictwo i praca poza gminą (miasto Mińsk Mazowiecki, Warszawa).
Jedną z organizacji rolniczych jest GS "Samopomoc Chłopska".
Część rozwiniętej strefy usług (m.in. Carrefour, Castorama, Skoda, Citroen, BP) na zachód od Mińska Mazowieckiego przypada na miejscowość Stojadła.
W gminie znajdują się studnie głębinowe zapewniające wodę miastu.

### Rozrywka
Na terenie Gminy w Budach Janowskich znajduje się duży klub muzyczny Reaktor.

### Wojsko
- 23 Baza Lotnictwa Taktycznego z siedzibą w Kolonii Janów i z portem lotniczym w Janowie.

## Struktura powierzchni
Według danych z roku 2002 gmina Mińsk Mazowiecki ma obszar 112,28 km², w tym:
- użytki rolne: 66%
- użytki leśne: 22%

Gmina stanowi 9,64% powierzchni powiatu.

## Demografia

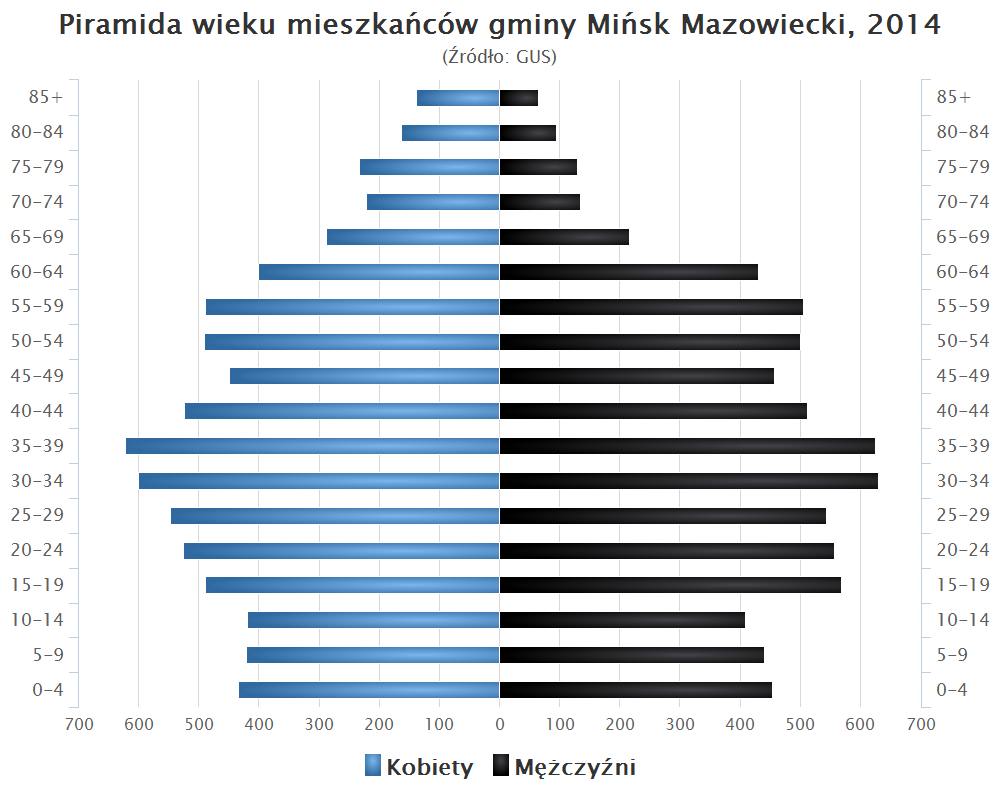
Piramida wieku mieszkańców gminy Mińsk Mazowiecki w 2014 roku

Dane z 30 czerwca 2004:
| Opis                              | Ogółem | Ogółem | Kobiety | Kobiety | Mężczyźni | Mężczyźni |
| --------------------------------- | ------ | ------ | ------- | ------- | --------- | --------- |
| jednostka                         | osób   | %      | osób    | %       | osób      | %         |
| populacja                         | 12 780 | 100    | 6369    | 49,8    | 6411      | 50,2      |
| gęstość zaludnienia (mieszk./km²) | 113,8  | 113,8  | 56,7    | 56,7    | 57,1      | 57,1      |

Zmiana liczby ludności (dane z 31 XII):
| Rok  | Ogółem | mężczyźni | kobiety |
| ---- | ------ | --------- | ------- |
| 2007 | 13240  | 6606      | 6634    |
| 2006 | 12957  | 6469      | 6488    |
| 2005 | 12856  | 6418      | 6438    |
| 2004 | 12780  | 6411      | 6369    |
| 2003 | 12617  | 6332      | 6285    |
| 2002 | 12520  | 6317      | 6203    |
| 2001 | 12484  | 6297      | 6187    |
| 2000 | 12443  | 6288      | 6155    |

| Ludność gminy w poszczególnych miejscowościach (stan z maja 2007): | Ludność gminy w poszczególnych miejscowościach (stan z maja 2007): | Ludność gminy w poszczególnych miejscowościach (stan z maja 2007): | Ludność gminy w poszczególnych miejscowościach (stan z maja 2007): | Ludność gminy w poszczególnych miejscowościach (stan z maja 2007): | Ludność gminy w poszczególnych miejscowościach (stan z maja 2007): |
| Sołectwo                                                           | Nazwa miejscowości                                                 | Liczba mieszkańców                                                 | Powierzchnia w ha                                                  | Osób na km²                                                        | Liczba posesji stan w 2004                                         |
| ------------------------------------------------------------------ | ------------------------------------------------------------------ | ------------------------------------------------------------------ | ------------------------------------------------------------------ | ------------------------------------------------------------------ | ------------------------------------------------------------------ |
| Anielew                                                            | Anielew                                                            | 99                                                                 | 141,028                                                            | 70,20                                                              | 21                                                                 |
| Arynów                                                             | Arynów                                                             | 229                                                                | 167,2118                                                           | 136,95                                                             | 54                                                                 |
| Barcząca                                                           | Barcząca                                                           | 358                                                                | 385,2293                                                           | 92,93                                                              | 79                                                                 |
| Borek Miński                                                       | Borek Miński                                                       | 40                                                                 | 72,446                                                             | 55,21                                                              | 8                                                                  |
| Brzóze                                                             | Brzóze                                                             | 723                                                                | 605,4801                                                           | 119,41                                                             | 160                                                                |
| Budy Barcząckie                                                    | Budy Barcząckie                                                    | 416                                                                | 191,2200                                                           | 217,55                                                             | 100                                                                |
| Budy Janowskie                                                     | Budy Janowskie                                                     | 193                                                                | 116,7795                                                           | 165,27                                                             | 42                                                                 |
| Chmielew                                                           | Chmielew                                                           | 198                                                                | 328,4635                                                           | 60,28                                                              | 49                                                                 |
| Cielechowizna                                                      | Cielechowizna                                                      | 113                                                                | 111,9668                                                           | 100,92                                                             | 30                                                                 |
| Cielechowizna                                                      | Prusy                                                              | 20                                                                 | 64,4733                                                            | 31,02                                                              | 5                                                                  |
| Chochół                                                            | Chochół                                                            | 195                                                                | 87,5278                                                            | 222,79                                                             | 44                                                                 |
| Chochół                                                            | Tartak                                                             | 39                                                                 | 70,8321                                                            | 55,06                                                              | 9                                                                  |
| Dłużka                                                             | Dłużka                                                             | 237                                                                | 302,7818                                                           | 78,74                                                              | 48                                                                 |
| Dziękowizna                                                        | Dziękowizna                                                        | 136                                                                | 111,1884                                                           | 122,31                                                             | 25                                                                 |
| Gamratka                                                           | Gamratka                                                           | 97                                                                 | 161,0282                                                           | 60,24                                                              | 25                                                                 |
| Gliniak                                                            | Gliniak                                                            | 320                                                                | 424,9418                                                           | 75,30                                                              | 64                                                                 |
| Grabina                                                            | Grabina                                                            | 146                                                                | 214,6986                                                           | 68,00                                                              | 30                                                                 |
| Grębiszew                                                          | Grębiszew                                                          | 200                                                                | 316,7388                                                           | 63,14                                                              | 41                                                                 |
| Huta Mińska                                                        | Huta Mińska                                                        | 583                                                                | 92,8555                                                            | 627,86                                                             | 116                                                                |
| Iłówiec                                                            | Iłówiec                                                            | 60                                                                 | 91,5487                                                            | 65,54                                                              | 12                                                                 |
| Józefów                                                            | Józefów                                                            | 126                                                                | 338,3927                                                           | 37,23                                                              | 24                                                                 |
| Karolina                                                           | Karolina                                                           | 955                                                                | 386,3279                                                           | 247,20                                                             | 213                                                                |
| Kolonia Karolina                                                   | Karolina                                                           | 955                                                                | 386,3279                                                           | 247,20                                                             | 213                                                                |
| Kluki                                                              | Kluki                                                              | 62                                                                 | 168,4717                                                           | 36,80                                                              | 17                                                                 |
| Królewiec                                                          | Królewiec                                                          | 477                                                                | 384,3499                                                           | 124,11                                                             | 85                                                                 |
| Maliszew                                                           | Maliszew                                                           | 369                                                                | 305,6822                                                           | 120,71                                                             | 77                                                                 |
| Marianka                                                           | Marianka                                                           | 446                                                                | 259,0737                                                           | 172,15                                                             | 92                                                                 |
| Mikanów                                                            | Mikanów                                                            | 158                                                                | 506,5960                                                           | 31,19                                                              | 41                                                                 |
| Niedziałka Druga                                                   | Niedziałka Druga                                                   | 186                                                                | 215,7249                                                           | 86,22                                                              | 39                                                                 |
| Osiny Nowe                                                         | Osiny Nowe                                                         | 539                                                                | 351,4869                                                           | 153,35                                                             | 106                                                                |
| Osiny Wieś                                                         | Osiny                                                              | 105                                                                | 101,0038                                                           | 103,96                                                             | 34                                                                 |
| Osiny Wieś                                                         | Kolonia Janów                                                      | 119                                                                | 201,2712                                                           | 59,12                                                              | 29                                                                 |
| Podrudzie                                                          | Podrudzie                                                          | 364                                                                | 319,1955                                                           | 114,04                                                             | 64                                                                 |
| Stara Niedziałka                                                   | Stara Niedziałka                                                   | 980                                                                | 775,6577                                                           | 126,34                                                             | 181                                                                |
| Stare Zakole                                                       | Stare Zakole                                                       | 131                                                                | 151,1037                                                           | 86,70                                                              | 34                                                                 |
| Stojadła                                                           | Stojadła                                                           | 986                                                                | 602,4549                                                           | 163,6637                                                           | 210                                                                |
| Targówka                                                           | Targówka                                                           | 596                                                                | 220,0116                                                           | 270,89                                                             | 111                                                                |
| Walerianów                                                         | Janów                                                              | 539                                                                | 803,2865                                                           | 67,10                                                              | 54                                                                 |
| Walerianów                                                         | Ignaców                                                            | 26                                                                 | 64,0553                                                            | 40,59                                                              | 9                                                                  |
| Wólka Iłówiecka                                                    | Wólka Iłówiecka                                                    | 94                                                                 | 201,7926                                                           | 46,58                                                              | 24                                                                 |
| Wólka Mińska                                                       | Wólka Mińska                                                       | 195                                                                | 91,0048                                                            | 214,27                                                             | 45                                                                 |
| Zakole Wiktorowo                                                   | Zakole Wiktorowo                                                   | 180                                                                | 103,6107                                                           | 173,73                                                             | 44                                                                 |
| Zamienie                                                           | Zamienie                                                           | 628                                                                | 449,1472                                                           | 139,82                                                             | 121                                                                |
| Żuków                                                              | Żuków                                                              | 166                                                                | 175,0401                                                           | 94,84                                                              | 36                                                                 |

## Oświata
W gminie znajdują się:

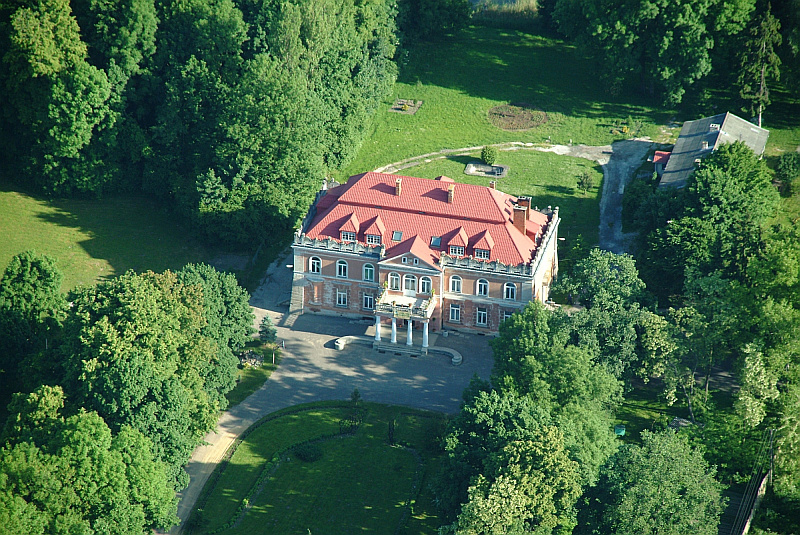
Zespół Szkół Rolniczych w Janowie

- Szkoła Podstawowa w Hucie Mińskiej
- Szkoła Podstawowa w Zamieniu
- Szkoła Podstawowa w Starej Niedziałce
- Szkoła Podstawowa w Brzózem
- Szkoła Podstawowa w Janowie
- Szkoła Podstawowa w Mariance
- Szkoła Podstawowa w Stojadłach
- Szkoła Specjalna w Ignacowie
- Przedszkole publiczne w Nowych Osinach

Mieszkańcy Gminy korzystają także z systemu oświaty miasta Mińsk Mazowiecki.

## Transport drogowy

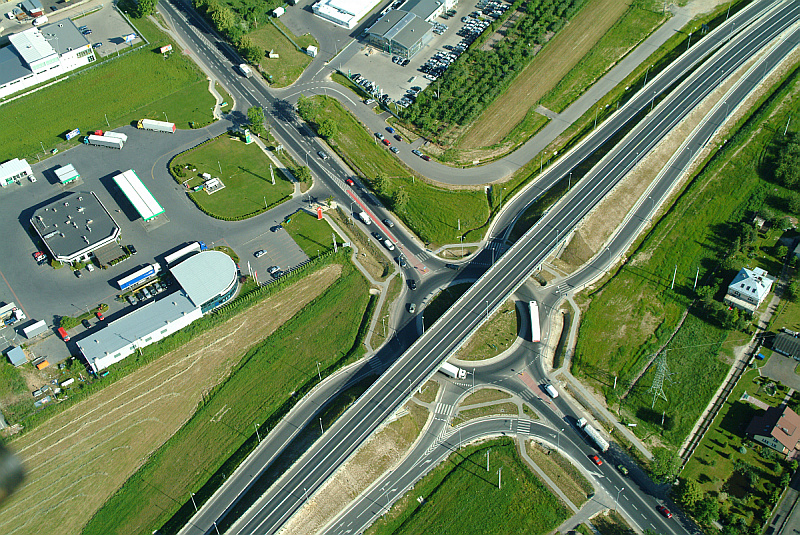
Węzeł drogowy łączący DK92 z DK50

Przez gminę przechodzą DK 92 i DK 50. Przez gminę przebiega autostrada.
Większość dróg wojewódzkich, powiatowych i gminnych prowadzi do Mińska Mazowieckiego.
Transport autobusowy zapewnia kilka przedsiębiorstw.

### Transport kolejowy
Przez gminę przechodzą dwie linie kolejowe. Jedyny przystanek w Barczącej obsługuje połączenia Kolei Mazowieckich na linii Warszawa Zachodnia - Mińsk Mazowiecki - Siedlce - Łuków.
Przystanek Mińsk Mazowiecki Anielina leży przy granicy miasta ze wsią Targówka.

## Kluby sportowe
- Jeździecki Klub Sportowy "Karolina"
- Tygrys Huta Mińska
- Iskra Stojadła
- LZS Burza Janów
- KS Dragon Nowe Osiny
- LZS Świt Barcząca
- LZS Królewiec
- LUKS Rzakta/Zamienie
- Klub Sportowy "Gabriel" przy parafii w Zamieniu
- Gminny Klub Sportowy "Diagram"

## Sołectwa
Anielew, Arynów, Barcząca, Borek Miński, Brzóze, Budy Barcząckie, Budy Janowskie, Chmielew, Chochół i  Tartak, Cielechowizna i  Prusy, Dłużka, Dziękowizna, Gamratka, Gliniak, Grabina, Grębiszew, Huta Mińska, Iłówiec, Janów, Józefów i  Ignaców, Karolina, Karolina-Kolonia, Kluki, Królewiec, Maliszew, Marianka, Mikanów, Niedziałka Druga, Nowe Osiny, Osiny, Podrudzie, Stara Niedziałka i  Kolonia Janów, Stare Zakole, Stojadła, Targówka, Wólka Iłówiecka, Wólka Mińska, Zakole-Wiktorowo, Zamienie, Żuków

## Sąsiednie gminy
Cegłów, Dębe Wielkie, Jakubów, Kołbiel, Mińsk Mazowiecki, Siennica, Stanisławów, Wiązowna